# Xiuhcoatl

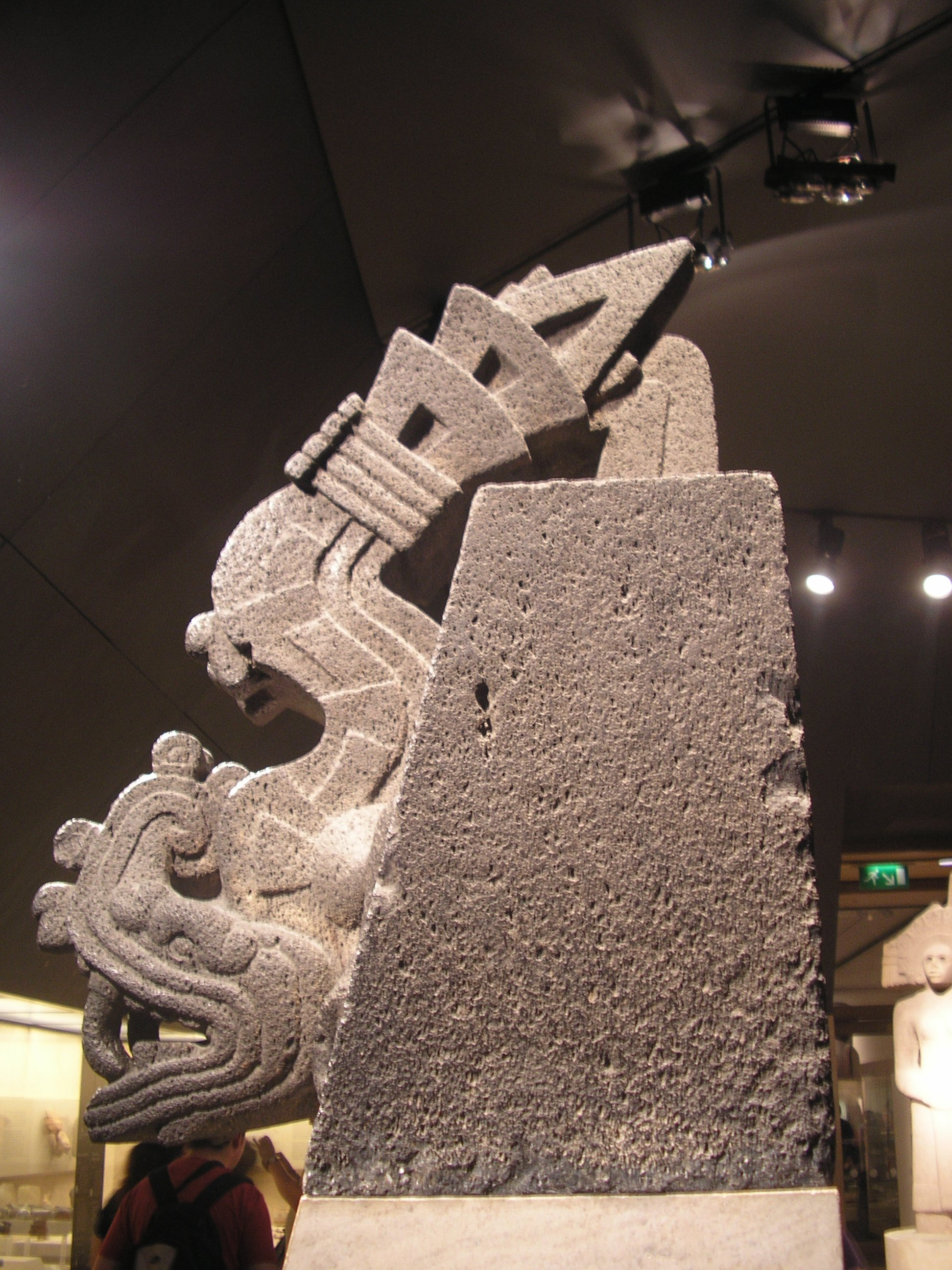
Xiuhcoatl, British Museum (Londra)

Xiuhcōātl (il serpente di fuoco o serpente di turchese) nella mitologia azteca era l'arma fiammeggiante di Huitzilopochtli con la quale uccise i Centzon Huitznahua e Coyolxauhqui rappresentava la siccità e la terra bruciata. 
Negli oggetti artigianali veniva raffigurato come un serpente ed è collegato al culto del fuoco di Xiuhtecuhtli.
Presso gli Xiu è probabilmente una versione di Quetzalcoatl e, in tale versione, viene considerato il
"figlio della luna".